# Emil Julius Hugo Steffenhagen
Emil Julius Hugo Steffenhagen (* 23. August 1838 in Goldap; † 20. September 1919 in Coburg) war ein deutscher Rechtshistoriker, Geheimer Regierungsrat und Bibliothekar.

## Leben
Emil Julius Hugo Steffenhagen wurde 1838 geboren als Sohn des Kreisgerichtsdirektors von Lötzen und späteren Rechtsanwalts und Notars in Königsberg i. Pr. Justizrat Julius Ferdinand Steffenhagen (1807–1872) und dessen Ehefrau Isabella Euphrosyne Valeria, geb. Hassenstein (* 1815 in Insterburg; † 1909 in Königsberg i. Pr.), er wuchs mit sieben Geschwistern auf. Nach dem Zeugnis der Reife am Gymnasium in Lyck studierte Steffenhagen ab dem Wintersemester 1855 an der Universität Königsberg Rechtswissenschaften und wechselte später zu literaturwissenschaftlichen Studien. 1863 promovierte er an der dortigen Universität zum Dr. jur. 1865 wurde er an der juristischen Fakultät als Privatdozent für deutsches Recht, Literärgeschichte und Handschriftenkunde habilitiert. 1867 erhielt er von der Athener Universität den Auftrag, die dortige Nationalbibliothek neu zu ordnen. Im gleichen Jahr heiratete er in Königsberg auch Marianne Auguste Reuter (* 1846), eine Tochter des Präsidenten des Stadtgerichts Königsberg Friedrich Ehregott Reuter. 1870 wurde er als Stadtbibliothekar nach Danzig berufen, 1871 erhielt er eine Kustodenstelle an der Königsberger Bibliothek. 1872 wurde er als Bibliothekssekretär nach Göttingen versetzt.
1875 übernahm er die hauptamtliche Leitung der Universitätsbibliothek Kiel als Nachfolger von Henning Ratjen, der seit 1833 neben seiner Professur an der philosophischen Fakultät in diesem Amt war. Die unzulänglichen Räumlichkeiten der Bibliothek hatten schon Ratjen zu Neubauplänen veranlasst. Steffenhagen führte den Bau aus und konnte im Frühjahr 1884 das erste allein für die Bibliothek bestimmte Gebäude beziehen. 1884 wurde Steffenhagen zum Oberbibliothekar ernannt. 1903 trat er in den Ruhestand und lebte seitdem in Coburg.
Bereits als Student veröffentlichte Steffenhagen aus Königsberger Handschriften die Beiträge zu Friedrich Carl von Savignys „Geschichte des römischen Rechts im Mittelalter“ und den von ihm entdeckten Originaltext von Johannes Faxiolus „De summaria cognitione“ in Theodor Muthers Jahrbuch des gemeinen deutschen Rechts (Band 3, 1859). Von Steffenhagen erschienen umfangreiche Kataloge der juristischen (1861) und der historischen Handschriften (1867/1872) der Bibliotheken, die bis heute eine zuverlässige Grundlage für die bedeutenden Königsberger Handschriftensammlungen bilden. In Moriz Haupts Zeitschrift für deutsches Altertum (Band 13, 1867) erschien die Beschreibung der altdeutschen Handschriften der Königsberger Bibliotheken. Neben Aufsätzen in verschiedenen Zeitschriften schrieb er noch weitere Bücher zu Rechtsthemen und gab zahlreiche bibliothekswissenschaftliche Schriften heraus.
1877 übertrug ihm die Österreichische Akademie der Wissenschaften die kritische Bearbeitung der Sachsenspiegelglosse. Als Vorarbeit dazu erschien von ihm in den Sitzungsberichten der Akademie Die Entwickelung der Landrechtsglosse des Sachsenspiegels (Wien 1881–1887, 9 Hefte).
Steffenhagen verfasste rund 150 Artikel als Mitarbeiter der Allgemeinen Deutschen Biographie, vorwiegend zu Personen der Rechtswissenschaften.

## Ernennungen und Auszeichnungen
- Silbernes Kreuz der Ritter des Erlöser-Ordens (5. Klasse), für die Neuordnung der Nationalbibliothek in Athen
- 18. Februar 1884: Ernennung zum Oberbibliothekar an der Universitätsbibliothek Kiel
- 29. August 1890: Auszeichnung mit dem Roten Adlerorden 4. Klasse[8]
- 14. Februar 1894: Ernennung zum Bibliotheksdirektor an der Universitätsbibliothek Kiel
- 22. Dezember 1894: Charakter als Geheimer Regierungsrat
- 26. Juni 1903: Verleihung des Titels „Professor“ (Titularprofessur)
- 1903: Auszeichnung mit dem Roten Adlerorden 3. Klasse mit der Schleife[9]

## Werke (Auswahl)
- Beiträge zu von Savigny’s Geschichte des Römischen Rechts im M. A. Königsberg 1859, 2. Ausgabe: 1861.
- Catalogus codicum manuscriptorum Bibliothecae regiae et Universitatis Regimontanae. Königsberg 1861.
- De inedito juris germanici monumento. Königsberg 1863.
- Die neun Bücher Magdeburger Rechts. Königsberg 1865.
- Die altdeutschen Handschriften zu Königsberg. 1867.
- Die handschriftlichen Prussica historischen Inhalts der Königl. und Universitäts-Bibliothek zu Königsberg. In: Neue Preußische Provinzial-Blätter, Vierte Folge. Band 4. Königsberg 1867, S. 359–367; Textarchiv – Internet Archive.
- Deutsche Rechtsquellen in Preussen vom XIII. bis zum XVI. Jahrhundert. Duncker und Humblot, Leipzig 1875 (books.google.de).
- Die Entwicklung der Landrechtsglosse des Sachsenspiegels. In: Sitzungsberichte der Österreichischen Akademie der Wissenschaften, Wien 1881–1887.

Bibliothekswissenschaft
- Die neue Aufstellung der Universitäts-Bibliothek zu Kiel. 1883. urn:nbn:de:gbv:8:2-1538831
- Die Klosterbibliothek zu Bordesholm und die Gottorfer Bibliothek, 1884. mit August Wetzel (1850–1907). urn:nbn:de:gbv:8:2-1563669
- Über Normalhöhen für Büchergeschosse. 1885.
- Verzeichnis der laufenden periodischen Schriften der Universitätsbibliothek Kiel. 1887.
- Die Ordnungsprinzipien der Universitäts-Bibliothek Kiel. 1888. urn:nbn:de:gbv:8:2-1633138
- Der Pflichtexemplarzwang in der Prov. Schleswig-Holstein, 1890.
- Die Pflichtexemplare in Schleswig-Holstein. In: Zentralblatt für Bibliothekswesen, 1890, Jg. 7, S. 429–431 (online).
- Zu den Göttinger Rechtshandschriften. 1895.
- Das Bibliotheksgebäude der Universität Kiel und seine Erweiterung. 1900.
- Zur Erinnerung an die Gutenberg-Ausstellung in Kiel. 1900.

Artikel in der Allgemeinen Deutschen Biographie
- Alle ADB-Artikel von Emil Julius Hugo Steffenhagen